# Ori:ginal
Ori:ginal från 1996 är ett musikalbum av a cappella-gruppen The Real Group. De fick en hit med låten "Alla talar med varandra" som har blivit en klassiker bland a cappela-grupper och körer. Sången "Ett liv för mig" skrev Anders Edenroth till sitt eget bröllop och handlar om hans kärlek till sin blivande fru.

## Låtlista
| Nr | Titel                                  | Textförfattare                        | Kompositör(er)     | Lead               | Spelningstid |
| -- | -------------------------------------- | ------------------------------------- | ------------------ | ------------------ | ------------ |
| 1  | "Alla talar med varandra"              | Anders Edenroth                       | Anders Edenroth    |                    | 3:39         |
| 2  | "En sommar"                            | Peder Karlsson                        | Peder Karlsson     | Margareta Jalkéus  | 3:41         |
| 3  | "Stå och se på"                        | Anders Edenroth                       | Anders Edenroth    |                    | 4:10         |
| 4  | "Ett liv för mig"                      | Anders Edenroth                       | Anders Edenroth    | Anders Edenroth    | 4:41         |
| 5  | "Hon som jag vill va"                  | Katarina Nordström                    | Katarina Nordström | Katarina Nordström | 3:48         |
| 6  | "Jag vill va med dig"                  | Peder Karlsson                        | Peder Karlsson     | Peder Karlsson     | 3:23         |
| 7  | "Somna min vän"                        | Katarina Nordström, Magnus Westerberg | Margareta Jalkéus  | Margareta Jalkéus  | 4:02         |
| 8  | "Vart har alla gentlemän tagit vägen?" | Peder Karlsson                        | Peder Karlsson     | Peder Karlsson     | 3:35         |
| 9  | "Gå förbi dig själv"                   | Bengt Arwén                           | Margareta Jalkéus  | Margareta Jalkéus  | 3:15         |
| 10 | "Köp dig ett ord"                      | Anders Edenroth                       | Anders Edenroth    | Anders Edenroth    | 3:35         |
| 11 | "Nu"                                   | Katarina Nordström, Magnus Westerberg | Katarina Nordström | Katarina Nordström | 3:47         |
| 12 | "Bara vi"                              | Bengt Arwén                           | Anders Jalkéus     | Margareta Jalkéus  | 3:30         |

Låtarna är arrangerade och producerade av kompositören.

## Medverkande
- Margareta Jalkéus – sång (spår 1–7, 9–12)
- Katarina Nordström
- Anders Edenroth
- Peder Karlsson
- Anders Jalkéus
- Johanna Nyström – sång (spår 1, 5, 8, 10, 12)

## Listplaceringar
| Lista (1996–97) | Topplacering |
| --------------- | ------------ |
| Sverige         | 15           |